# Битка на Јеловој гори
Битка на Јеловој гори је била велика битка између партизана и четника на простору од Ваљева до Пожеге, са циљем да се заустави продор партизана из Босне и Санџака у Србију. Ту, на Јеловој гори, вођена је главна битка за продор НОВЈ у Србију.
У бици на Јеловој гори партизански Први пролетерски корпус разбио је 9. септембра 1944. четничку главнину. Када су партизани 1. септембра заузели Пожегу, уследио је противудар јединица ЈВуО. Четници су 5. септембра овладали Пожегом и током наредних дана наставили потискивање снага НОВЈ. Након четири дана повлачења, партизани су енергичним противнападом 9. септембра на Јеловој гори разбили ојачану Четврту групу јуришних корпуса ЈВуО под командом Драгослава Рачића. Након битке уследило је гоњење четника који су се повлачили према северу.
За време битке десио се проглас краља Петра II да се све четничке јединице придруже партизанима. У бици на Јеловој гори, партизани су нанели потпун пораз четничким снагама, чиме је исход битке за Србију решен. Током прогона четника, партизани су 13. септембра опколили њихову Врховну команду. Први пук СДК је успео да спречи да партизани не заробе Драгољуба Михаиловића, али су партизани успели да заплене комплетну архиву Врховне команде. После пораза на Јеловој гори Михаиловић и део четничких јединица су се повукли у Босну. Након битке на Јеловој гори, Дража Михаиловић и његове јединице престали су бити политички и војни фактор у Србији. Убрзо након битке је уследило ослобођење Ваљева.

## Позадина
Након капитулација Италије и Конференције у Техерану, ситуација на југословенском ратишту се драматично преокренула у корист партизана. Партизани су од италијанске војске запленили велике количине оружја. Британско и америчко признавање партизана за једину савезничку силу на Техеранској конференцији дала је нови полет партизанским јединицама. Са пролећа 1944. почела је да стиже и савезничка војна и материјална помоћ. На Источном фронту, Црвена армија је брзо неутралисала Румунију и Бугарску и по техеранском договору се приближавала југословенској граници.
Србија је била стратешки важна за Немце јер се долинама Вардара, Јужне и Велике Мораве могла лако извући немачка група армија Е. Немци су за за одбрану у Србије ослањали на до лета 1944. ослањали на превентивне офанзиве спроведене у садејству са бугарском војском и локалним антикомунистичким формацијама: Српским добровољачким корпусом, муслиманском милицијом и Руским заштитним корпусом. Осовинске акције су само успориле, али не и задржале партизански продор, који се ипак десио након Андријевичке и Дурмиторске операције. Велики совјетски успеси на Источном фронту су присилили Немце да главнину својих јединица преместе ближе бугарској и румунској граници, док су се у одбрану западних граница Србије уздали у дивизију Принц Еуген и квислинге.
Са друге стране, војно-политичка ситуација је све више упућивала четнике и партизане да сарађују са немачким и квислиншким јединицама. Непријатељства између четника и Немаца су била краткотрајна у периоду од фебруара до маја и то углавном на територији Шумадије, док је немачко-четничка сарадња интензивирана у другим деловима Србије угроженој деловањима партизана. Главни иницијатор уједињења српских националистичких групација био је специјални Хитлеров опуномоћених за југоисточну Европу Херман Нојбахер. Од марта до августа вођено је више преговора између четника са једне стране и Немаца и представника Недићевог режима. Драгослав Рачић је марта 1944. склопио споразум о сарадњи Недићеве владе са четницима. Крајем априла 1944. у селу Трбушанима Мирослав Трифуновић, Живко Топаловић и Предраг Раковић су преговарали са Миланом Аћимовићем и Нојбахеровим изаслаником Рудолфом Штеркером. Маја 1944. Трифуновић се у селу Брђанима преговарао са Димитријем Љотићем.
Немачки генерали и дипломате су предлагали Хитлеру да више користе четнике, али је Хитлер дозвољавао само локалну сарадњу, страхујући да ће четници ипак једног трена променити страну и почети да нападају Немце. Осим проблема са оружјем и муницијом који су покушавали да реше сарадњом са Немцима, четници су организационо далеко заостајали за партизанима који су добијали помоћ савезника. Насупрот партизанима који су давно имали организоване мобилне дивизије, четници су још били организовани у статичне бригаде везане за крај из кога потичу. Даље, четнички корпуси су се састојали из две до пет бригада и у најбољем случају су имали највише 2.000 људи, док су неки имали тек неколико стотина лоше наоружаних, и обучених припадника. Са друге стране, партизански корпуси су се састојали из најмање две дивизије од којих је свака имала од 1000-3000 све боље наоружаних и прекаљених бораца.
Тек након првог неуспелог партизанског покушаја продора са територије НДХ у Србију, Михаиловић је приступио реорганизацији четничких јединица, образујући групе корпуса и групе јуришних корпуса. Групе јуришних корпуса су образоване од најбољих четничких јединица и стављене под команду једног заповедника. Најистакнутија оваква јединица је била Четврта група јуришних корпуса образована јуна 1944. и стављена под команду мајора Драгослава Рачића. Михаиловић је током пролећа и лета покушао да изврши присилну мобилизацију, али без већ успеха.
Одлазак чланова британских војних мисија услед нагомиланих доказа о четничкој колаборацији са Немцима и дефинитиван прекид британских односа са четницима у мају 1944. још више су отежали Михаиловићев положај. На британско инсистирање, краљ Петар II је 1. јуна сменио са места председника избегличке владе Божидара Пурића, једног од највећих Михаиловићевих присталица, и заменио га Иваном Шубашићем, коме је постављен задатак да се нагоди са Титом. Пурићев пад је значио Михаиловићев губитак положаја министра војске, а краљевским декретом распуштена је званично је распуштена четничка врховна команда и Михаиловић изгубио још један положај. Уз све то, Тито је 17. августа четницима обећао амнестију уколико напусте Михаиловића и приступе у редове НОВЈ.
Ипак, Михаиловић није схватао тежину свог положаја до средине лета 1944. Потцењивао је снагу НОВЈ и веровао је су Немци великим операцијама у западној Босни нанели партизанима губитке од којих се они неће моћи опоравити, као да и даље ужива велику подршку међу српским становништвом. Извесну наду пружало му је присуство америчких обавештајаца у његовом штабу да га барем Американци неће препустити Немцима, партизанима и Црвеној армији. Како је морао да ојача положај, Михаиловић је наредио да се оборени амерички пилоти скупе на Равну гору и са аеродрома у Прањанима евакуишу. Наде у америчку помоћ су се појачале доласком америчког обавештајца Роберта Макдауела крајем августа 1944. Макдауел је имао задатак да организује прозападне снаге у источној Европи и спречи да Црвена армије буде једина сила која ће протерати Немце. Међутим, он је долазио у мисији коју је организовао шеф Уреда за стратешке услуге Вилијам Донован, а не као званични представник председника Рузвелта или америчке војске. Макдауелова уверавања да ће се Американци искрцати на јадранској обали и спречити Михаиловићев пораз су била без покрића; управо су Американци били ти који су се супротстављали отварању Западног фронта било где другде у Европи осим у Француској.

## Партизанска офанзива
Први и Дванаести корпус НОВЈ су после успешне Дурмиторске операције половином августа продрли у Србију. 1. пролетерска дивизија је разбила Бугаре на Палисаду 27. августа, и, одбацивши четнике, наставила продор уз асистенцију 37. санџачке дивизије. 6. личка дивизија је за то време водила исцрпљујуће задржавајуће борбе на Дурмитору. Недељу дана након 1. пролетерске, и 6. личка дивизија се маневром извукла из немачког притиска и, прешавши Лим, придружила се 1. дивизији. Тиме је немачка идеја разбијања ударне снаге НОВЈ и изградње запречне линије на Лиму дефинитивно компромитована. Ове партизанске јединице успеле су за само десет дана, од 20. августа до 1. септембра 1944., да избиле на линију Ужице-Пожега. Током последњих дана августа и почетком септембра из Црне Горе, Санџака и Босне ушло је још шест дивизија НОВЈ, па је у том тренутку у Србији било четрнаест дивизија НОВЈ и знатан број самосталних одреда. Ступањем добровољаца и бивших четника у партизане и регрутацијом, неке дивизије су се утростручиле.
Главнина четника је августа 1944. била ангажована у централној Србији покушавајући да задржи партизански продор након Топличко-јабланичке операције. Када је постало јасно да ће нови удар партизана кренути из Санџака и Босне, те четничке јединице су позване натраг у западну Србију. Драгољуб Михаиловић је, у складу са новонасталом ситуацијом, 1. септембра 1944. године објавио општу мобилизацију. Број људи који су се одазвали Михаиловићевом позиву је био разочаравајући по Михаиловића. Мобилизација је прекасно дошла у време када су четничке шансе биле мале, када су они били већ бројчано надјачани, а чак ни постојеће четничке јединице нису имале довољно оружја и муниције.
Дана 6. септембра у Прањанима донео проглас о обједињавању свих националних снага (четника, љотићеваца и недићеваца).
Почетни распоред четничких снага био је следећи:
Никола Калабић са својим корпусом на правцу који изводи ка Варди код саме Варде. Пожешки корпус на Дрмановини, у близини Косјерића. За њим, у резерви, био је Церски корпус и Драгослав Рачић са својим штабом. Према Јеловој гори, са правца села Рибашевине, био је упућен Шести јуришни корпус, који је био подишао Јеловој гори и без контакта са партизанима ту и заноћио.
Мајор Драгослав Рачић био је командант свих операција у улози команданта Четврте групе јуришних корпуса.

## Ток борби
У току 8. септембра, још од јутра, Шести јуришни корпус ЈВО продужава подилажење Јеловој гори, убрзо долази у додир са партизанима и прелази у напад. Партизани су били Јелову гору посели и утврдили се на њој.
До одлучујуће битке је дошло између 1. пролетерске и делова 6. личке дивизије против главнине четника је дошло 9. септембра. Четници су претрпели тешке губитке и натерани су у бекство. Драгољуб Михаиловић и четничка Врховна команда су се повлачиле у правцу Маљена, Повлена и Сувобора и тиме отворили пут партизанима према Ваљеву.
Борци 3. личке бригаде су наступали преко Маљена 11. септембра када су угледали четничку колону са воловским запрегама која се кретала од Планинице ка Брежђу. Не знајући да се у колони налази Драгољуб Михаиловић, четничка Врховна команда, Централни национални комитет и америчка војна мисија, партизани су кренули у напад. Један део бригаде је упућен да пресече одступање четницима, другом делу је упућен да заузме положаје за напад са зачеља, а главнина бригаде је остала у центру. Главнима бригаде је помислила да су партизани који трче да заузму положаје заправо четници у бегу, па је отворила ватру на њих. Ово је узбунило четнике који су почели да напуштају своју колону и беже према Мионици. Известан број четника је остао у колони, али су они брзо савладани. Тако су партизанима у руке пале архиве четничке Врховне команде и Централног националног комитета.
Партизани су наставили да гоне ову групу четника и 13. септембра опколили су Михаиловића на сектору Дивци-Мионица. Нашавши се у врло опасној ситуацији, Михаиловић је радијом позвао у помоћ Косту Мушицког, команданта СДК. Мушицки је телефоном наредио деловима Првог пука СДК из Ваљева да крену Михаиловићу у помоћ. Љотићевци су стигли у последњи час и знатно помогли четницима и Михаиловићу да се извуку из партизанског обруча и уз љотићевску пратњу немачким аутомобилима упуте према Коцељеви.
Партизани су 14. септембра напали осовински гарнизон у Ваљеву и ослободили га до 18. септембра.

## Последице
За време битке десио се проглас краља Петра II преко Би-Би-Сија да све четничке јединице приступе у партизане.
Капетан Милош Марковић, командант Пожешког корпуса ЈВуО, у писму једном саборцу, непосредно након пораза (9. септембар 1944), помиње „велику трагедију” на Јеловој гори: 
Јуче и данас смо водили крваву борбу са црвенима на Јеловој гори... Доживели смо велику бруку и пораз. Црвени су нас тако разбили да сада не знам где се ко налази. Поред мене је био и Ацин корпус (6. јуришни корпус под командом Александра Милошевића, нап.), а где је сада и да ли уопште постоји – не знам... Људи су се кукавички разбежали. Комунисти су нас пресретали и тукли. Једва сам главу извукао... Изгледа да је дошло оно чега сам се плашио и о чему смо нас двојица у Јежевици разговарали... Комунисти узимају власт.
У бици на Јеловој гори, партизани су нанели су потпун пораз српским националним снагама, чиме је исход битке за Србију решен. Током прогона четника, партизани су 13. септембра опколили њихову Врховну команду. Први пук СДК је успео да спречи да партизани не заробе Михаиловића, али су партизани успели да заплене комплетну архиву Врховне команде. После пораза на Јеловој гори већина четничких јединица се пребацила у Босну. Сам Михаиловић је прешао преко Дрине у Босну код Бадовинаца крајем септембра 1944.